# تام کراوس
تام کراوس (به آلمانی: Tom Krauß) (زادهٔ ۲۲ ژوئن ۲۰۰۱) بازیکن فوتبال آلمانی است که به عنوان هافبک در بوندس‌لیگا ۲ و باشگاه نورنبرگ بازی می‌کند. کراوس به صورت قرضی به این تیم پیوسته و با باشگاه آربی لایپزیگ قرارداد دارد.

## بازی‌های ملی
کراوس از سال ۲۰۱۵ برای تیم نوجوانان فدراسیون فوتبال آلمان بازی می‌کند. او کاپیتان تیم زیر ۱۹ سال آلمان بود و هم‌اکنون بازیکن تیم زیر ۲۱ سال آلمان است.